# Буран 2.02
Виріб 2.02, Буран 2.02 (серійний номер 11Ф35 К4) — четвертий льотний екземпляр орбітального корабля, який створюється в рамках радянської космічної програми «Буран». Корабель ввійшов в другу серію (вироби 2.01, 2.02 та 2.03) та в Мінавіапромі іменувався "кораблями додаткового замовлення". Саме ці кораблі ввібрали в себе весь накопичений досвід, включаючи результати першого польоту Бурана, і повинні були стати основою космічного флоту СРСРна кілька десятиліть.
Корабель 2.02 був виготовлені лише у вигляді окремих агрегатів, які після закриття програми "Енергія-Буран" не збереглися. 
Будівництво було не завершено через недостатнє фінансування та закриття програми багаторазової транспортно-космічної системи в 1993 році, коли ступінь готовності виробу оцінювалося в 10-20%. Надалі був частково розібраний на стапелях Тушинського машинобудівного заводу, де і створювався. Повністю був зроблений тільки модуль кабіни.
Праве крило зі стійкою шасі від виробу 2.02 перебуває у складі корабля, який довгий час стояв у московському Парку культури та відпочинку імені Горького, а потім був перевезений на територію ВДНГ. Додамо, що у цій складання  використовується фюзеляж дослідного виробу 0.11, виготовленого для статичних міцнісних випробувань силового каркасу кораблів другої серії.
Частина теплоізоляційної плитки виробу 2.02 була продана з аукціону в Інтернеті. В даний момент знаходиться на території Тушинського машинобудівного заводу на задньому дворі.